# Список утраченных фильмов России (1911)
Список утраченных фильмов России (1911) — список утраченных фильмов России отснятых в 1911 году, отсортированный в алфавитном порядке. Все фильмы (кроме «Электрического телеграфа») художественные. В каталоге Вишневского фильмам 1911 года соответствуют номера 67-139, 1735-1785, 2009.

## Легенда
Разделительная полоса
 Комментарий; критика фильма

## Список
| Название | Метраж                     | Жанр                                             | Киностудия                                                                                      | Режиссёр                                    | Актёры | Литературный первоисточник                                                                                   |
| --- | -------------------------- | ------------------------------------------------ | ----------------------------------------------------------------------------------------------- | ------------------------------------------- | --- | --- |
| |                            |                                                  |                                                                                                 |                                             | | |
| «Antek Klawisz, bohater Powisla» |                            | комедия                                          | т-во «Сила»                                                                                     | Юзеф Остойя-Сульницкий                      | Антони Фертнер (Антоша), Ежи Лещинска, Мари Мрозинска | |
| О бедственном положении пролетариата в Варшаве. |                            |                                                  |                                                                                                 |                                             | | |
| |                            |                                                  |                                                                                                 |                                             | | |
| «Акулина-модница» | 145 метров                 | комедия                                          | ателье А. Дранкова                                                                              |                                             | | |
| Комедия о злоключениях кухарки, отправившейся в узкой модной юбке на рынок. Вообще же следует заметить, что русская комедия не прививалась. «Акулина-модница» (145 м.), выпущенная Дранковым, и «Муж в мешке» производства «Продафильм» не имели ни художественного, ни материального успеха.— Б. Лихачёв «Кино в России» - Л., 1927, стр. 85-86 |                            |                                                  |                                                                                                 |                                             | | |
| |                            |                                                  |                                                                                                 |                                             | | |
| «Анна Каренина» | 350 метров                 | драма                                            | Бр. Пате (Моск. отд.)                                                                           | Андре Метр                                  | М. Сорочтина (Анна Каренина), М. Троянов (Каренин), Николай Васильев (Вронский) | роман Л. Н. Толстого «Анна Каренина»                                                                         |
| Графиня Анна Каренина мечется между своим любовником Вронским и мужем, графом Карениным. Любовь Анны к Вронскому причиняет ей сильную боль и общественное давление. Вронский хочет, чтобы Анна покинула мужа, однако вскоре Вронский уходит на войну, сделав её беспомощной. Анна чувствует себя одинокой, начинает сходить с ума и в итоге бросается под поезд. Изначально экранизация была задумана Ханжонковым, но не реализована. Сценарий Ч. Сабинского, написанный для фильма «Анна Каренина» <…> был похож на средней руки гимназическое сочинение. К тому же при переводе его на французский язык <…> он был перевран.— Н. Иезуитов «Киноискусство дореволюционной России» - М., 1958, стр. 255 Фильмы Андре Метра были из рук вон плохи даже с точки зрения весьма нетребовательного зрителя тех лет, и от их постановки Пате пришлось в конце-концов отказаться.— С. Гинзбург «Кинематография дореволюционной России» - М., 1963, стр. 45 …неутомимый Ганзен ухитряется каждую неделю показывать новую новинку. На экране появляются <…> капитальная работа «Анна Каренина» (350 м), выдвинувшая первую русскую «звезду» — Н. О. Васильева, который с этих пор становится постоянным участником всех русских картин Пате, <…> фильмы не могли получаться художественными. Кроме колоссальной спешки, мешал ещё и небольшой метраж, в который необходимо было втиснуть грандиозный сюжет. Поэтому бралась только суть, а остальное безжалостно выбрасывалось. Действие развивалось в бешеном темпе…— Б. Лихачёв «Кино в России» - Л., 1927, стр. 80-82 Экранизация одноименного романа Л. Н. Толстого, произведенная якобы «с согласия писателя».— В. Вишневский «Художественные фильмы дореволюционной России» — М., 1945, стр. 13 |                            |                                                  |                                                                                                 |                                             | | |
| |                            |                                                  |                                                                                                 |                                             | | |
| «Басни Крылова» | 2 части, 90 метров         | комедия                                          | т/д «Продафильм»                                                                                | Алексей Алексеев-Яковлев                    | | «Басни» М. Крылова                                                                                           |
| Были экранизированы две басни — «Демьянова уха» и «Откупщик и сапожник». |                            |                                                  |                                                                                                 |                                             | | |
| |                            |                                                  |                                                                                                 |                                             | | |
| «Борис Годунов» («Царь Борис Годунов») |                            | кинодекламация                                   |                                                                                                 |                                             | Н. Борецкий-Косяков (декламатор) | Трагедия А. С. Пушкина «Борис Годунов»                                                                       |
| Вероятно, был инсценирован монолог Бориса «Достиг я высшей власти»; сюжет был переиздан в 1914 году. |                            |                                                  |                                                                                                 |                                             | | |
| |                            |                                                  |                                                                                                 |                                             | | |
| «В любви все возрасты покорны» | 254 метра                  | комедия                                          | Т/д Р. Перский                                                                                  |                                             | | |
| Комедия из малороссийской жизни. |                            |                                                  |                                                                                                 |                                             | | |
| |                            |                                                  |                                                                                                 |                                             | | |
| «В окружном суде» («Бракоразводный процесс господ Теплушкиных») |                            | кинодекламация («комическая сцена»)              |                                                                                                 |                                             | А. Ольшевский (исполнитель) | |
| «Защитительная речь трёх провинциальных адвокатов» и др. |                            |                                                  |                                                                                                 |                                             | | |
| |                            |                                                  |                                                                                                 |                                             | | |
| «В отдельном кабинете» | 2 части                    | драма                                            | Т/д Д. Харитонов (Харьков)                                                                      |                                             | | |
| |                            |                                                  |                                                                                                 |                                             | | |
| «В раю Магомета» |                            |                                                  |                                                                                                 |                                             | | |
| |                            |                                                  |                                                                                                 |                                             | | |
| «В сороковых годах» («В старые годы») | 2 части, 400 метров        | драма                                            | т/д «Продафильм»                                                                                | Алексей Алексеев-Яковлев                    | А. Бурьянов (помещик Рахманов), Ю. Селиверстова (его любовница, экономка Клавдия), Г. Богданов (помещик Ивков), А. Соколовская (Маша, его дочь) | пьеса Шпажинского «В старые годы»                                                                            |
| |                            |                                                  |                                                                                                 |                                             | | |
| «Великий князь Василий Тёмный и Дмитрий Шемяка» | 556 метров                 | историческая драма                               | «Гензель»                                                                                       |                                             | | одноимённая пьеса Аверкиева                                                                                  |
| О борьбе московских князей за престолонаследие в XV веке. У «[Князя] Серебряного [и пленницы Варвары]» появились подражатели, и Гензель (Прогресс) выпустил в прокат: «Великий князь Василий Тёмный и Дмитрий Шемяка» (550 м.), оказавшимся ультра-халтурным фильмом, не имевшем никакой художественной ценности.— Б. Лихачёв «Кино в России» - Л., 1927, стр. 87 |                            |                                                  |                                                                                                 |                                             | | |
| |                            |                                                  |                                                                                                 |                                             | | |
| «Вера в грядущие дни» | 85 метров                  | этюд/кинодекламация                              | Бр. Пате                                                                                        |                                             | А. К. Фильгабер | стихотворение Надсона                                                                                        |
| |                            |                                                  |                                                                                                 |                                             | | |
| «Воевода» | 150 метров                 | драма                                            | т/д «Продафильм»                                                                                | Алексей Алексеев-Яковлев                    | А. Бурьянов (воевода), А. Соколовская (панна), Брынский (молодой пан), В. Ленский (хлопец) | стихотворение А. С. Пушкина «Воевода»                                                                        |
| |                            |                                                  |                                                                                                 |                                             | | |
| «Вражья сила» | 350 метров                 | драма                                            | т/д «Продафильм                                                                                 | Алексей Алексеев-Яковлев                    | А, Соколовская (Груня), Ю. Селиверстова (Даша), Г. Глебов-Котельников (Петр), Л. Красовский (Еремка) | опера В. Серова „Вражья сила“ (по драме Островского «На бойком месте»)                                       |
| |                            |                                                  |                                                                                                 |                                             | | |
| «Второй выстрел» | 275 метров                 | драма                                            | т-во „Варяг“                                                                                    | Владимир Кривцов                            | | повесть А. С. Пушкина „Выстрел“                                                                              |
| Действие повести перенесено в Германию, имена изменены |                            |                                                  |                                                                                                 |                                             | | |
| |                            |                                                  |                                                                                                 |                                             | | |
| «Горе доверчивым» |                            | кинодекламация (комическая сцена)                |                                                                                                 |                                             | А. Верещагин, В. Глебова | |
| |                            |                                                  |                                                                                                 |                                             | | |
| «Дарья Осокина» | 350 метров                 | драма                                            | т/д „Продафильм“                                                                                | Алексей Алексеев-Яковлев                    | | |
| Уголовная драма, сюжет заимствован из московских преданий. |                            |                                                  |                                                                                                 |                                             | | |
| |                            |                                                  |                                                                                                 |                                             | | |
| «Демон» | 425 метров                 | драма                                            | „Тиман и Рейнгардт“                                                                             | Джованни Витротти                           | Михаил Тамаров (Демон) | поэма М. Ю. Лермонтова „Демон“ и опера А. Г. Рубинштейна                                                     |
| Фильм был снят летом 1910 года в кавказской экспедиции, организованной „Тиманом и Рейнгардтом“. Фильм демонстрировался в сопровождении музыки Рубинштейна. |                            |                                                  |                                                                                                 |                                             | | |
| |                            |                                                  |                                                                                                 |                                             | | |
| «Демьянова уха» | 85 метров                  | кинодекламация                                   | Т-во «Фильм»                                                                                    |                                             | Я. А. Жданов, Е. Т. Жданова | басня Крылова                                                                                                |
| |                            |                                                  |                                                                                                 |                                             | | |
| «Дивертисмент на экране» |                            | кинодекламация (шарж)                            | Ателье А. Дранкова                                                                              | А. Верещагин                                | А. Верещагин | |
| |                            |                                                  |                                                                                                 |                                             | | |
| «Дубровский» | 2 части                    | драма                                            | „Тиман и Рейнгардт“                                                                             |                                             | | повесть А. С. Пушкина „Дубровский“                                                                           |
| |                            |                                                  |                                                                                                 |                                             | | |
| «Жестокий отец» («Дер вильдер фатер», «Дикий отец», «Хасидка и отступник») | 2 части, 1250 (800) метров | драма                                            | т-во „Сила“                                                                                     | Марк Арнштейн, Авраам Каминский             | Эстер-Рохл Каминская, Зина Гольдштейн (Рахиль), Герман Серацкий (Захар), Майжеш Шпиро, Берман | пьеса Якова Гордина „Жестокий отец“                                                                          |
| Фермер Захар собирается выдать свою дочь Рахиль за пожилого, но богатого вдовца Бахуса. Рахиль противится этому браку, поскольку беременна от мужа своей старшей сестры. О своём горе Рахиль рассказывает влюблённому в неё соседу. Чтобы скрыть от отца эту тайну, сосед предлагает Рахиль уехать с ним к сестре. Там у них состоялась помолвка. Через некоторое время Рахиль родила. Узнав об этом, разгневанный отец топит ребёнка. От горя и Рахиль топится в пруду. От сильного потрясения старик сходит с ума и кончает жизнь самоубийством.— «Сине-Фоно», 1911, № 4, стр. 36 „Сила“ <…> попробовала подражать Пате и выпустила довольно большую <…> еврейскую картину „Жестокий отец“, но успеха не имела.— Б. Лихачёв «Кино в России» - Л., 1927, стр. 87 |                            |                                                  |                                                                                                 |                                             | | |
| |                            |                                                  |                                                                                                 |                                             | | |
| «Жидовка-выхрестка» | 5 частей, 450 метров       | киноговорящая драма                              | т/д Харитонова                                                                                  | Александр Алексеенко                        | Василий Василенко (Лейба, старый жид), Мария Калина (Сара, его дочь), Александр Алексеенко (Степан, жених Сары), Ф. Маслов (Палос, односельчанин) | пьеса Ивана Тогобочного „Жидовка-выхрестка“                                                                  |
| Пять актов: 1. Побег Сары из родительского дома. 2. Свадьба Сары и горе отца. 3. Семейный разлад. 4. Покушение на жизнь ребёнка. 5. Самоубийство Сары. |                            |                                                  |                                                                                                 |                                             | | |
| |                            |                                                  |                                                                                                 |                                             | | |
| «Жидовка-выхрестка» | 4 части, 320 метров        | киноговорящая драма                              | контора А. Г. Каратуманова                                                                      | Аким Каратуманов                            | Дмитрий Байда-Суховий (старик Лейба), Христофор Каратуманов, Аким Каратуманов (Панос), П. Негри (Приська) | пьеса Ивана Тогобочного „Жидовка-выхрестка“                                                                  |
| И сам фильм, и работа над ним носили откровенно халтурный характер.— А. Шимон «Страницы биографии украинского кино» - М., 1974, стр. 142. |                            |                                                  |                                                                                                 |                                             | | |
| |                            |                                                  |                                                                                                 |                                             | | |
| «Жизнь за царя» | 270 (390?) метров          | историческая драма                               | т/д Ханжонкова                                                                                  | Василий Гончаров (Пётр Чардынин?)           | В. Степанов (Сусанин), Александра Гончарова (Антонида), Андрей Громов (Сабинин), Н. Семёнов (Ваня) | опера М. Глинки „Жизнь за царя“                                                                              |
| О подвиге Ивана Сусанина, отдавшего жизнь за царя. Значительная часть фильма вошла в фильм „Воцарение дома Романовых“ (1913). Фильм не был завершен. Зима 1912 г. была мною использована для съёмки «снежных» сцен к двум большим картинам - «Жизнь за царя» по оперному сюжету и «Наполеон в России» [«1812 год»] по специальному сценарию. С трепетом я смотрел на экране снятые куски. В «дремучем» лесу Сокольников героически вёл поляков Сусанин... Ваня летел на верном коне к монастырю... Когда пал измученный конь, я облегчённо вздохнул. Все съёмки вышли необыкновенно удачно и придали картине особенный русский колорит, что было бесконечно приятно. А сколько было волнений, неудач! Сцена гибели лошади сначала никак не удавалась, так как подлое животное, прекрасно исполнявшее роль перед своим хозяином-казаком, никак не хотело после скачки падать на землю и лежать смирно перед актёром (Н. Т. Семёновым). Много было приложено безрезультатных усилий и мною и оператором Форестье, пока мы не решились на кинематографическую хитрость, предложенную Н. Т. Семёновым. Сначала мы сняли актёра, изображавшего отчаяние над трупом коня, а затем сняли скачку и падение коня, нарядив в костюм Вани казака. В таком обратном порядке всё пошло хорошо, а главное, оба исполнителя роли Вани, несмотря на переодевание там же на Ходынке, не простудились.— А. Ханжонков «Первые годы русской кинематографии» - М., 1937, стр. 59-60 |                            |                                                  |                                                                                                 |                                             | | |
| |                            |                                                  |                                                                                                 |                                             | | |
| «Забытый долг» | 300 метров                 | драма                                            | Бр. Пате (Моск. отд.)                                                                           | Кай Ганзен                                  | А. Бестужев (граф Ольшевский), А. Туза-Каренина (его жена), Николай Веков (Петров) | повесть А. С. Пушкина „Выстрел“ (без указания на источник заимствования, с изменением имён действующих лиц») |
| |                            |                                                  |                                                                                                 |                                             | | |
| «Загубленная доля» («Ради денег») | 280 метров                 | драма                                            | Бр. Пате (Моск. отд.)                                                                           | Кай Ганзен                                  | Николай Васильев (купец), Н. Берг (Анюта), М. Троянов (Борис, её жених) | |
| Драма из крестьянской жизни. Цветной (раскрашенный от руки) фильм. |                            |                                                  |                                                                                                 |                                             | | |
| |                            |                                                  |                                                                                                 |                                             | | |
| «Запорожская Сечь» («Осада и оборона Запорожья») | 3 части, 850 метров        | исторический                                     | Южно-русское ателье «Родина» Д. Сахненко. Вып. конторы «Художество» И. Спектора (Екатеринослав) | Николай Садовский, Даниил Сахненко          | Арнольд Кордюм, население с. Лоцманская Каменка | |
| Тихое украинское село. Мирно трудятся люди. Внезапно нападают татары, поджигают хаты, убивают всех, кто пытается обороняться, грабят, опустошают село. Предводитель разбойников — турецкий паша — привязал к плетню коня и побежал к хате, где спрятались девчата. Парень прыгнул с сарая, отвязал коня, вскочил на него и помчался на Сечь — сообщить о татарском нападении. За парнем бросились вдогонку татары. Неистовая погоня, вот-вот настигнет парня татарская конница, но он внезапно повернул в лес и исчез... Татары рассыпались по лесу, но парня нет, словно он сквозь землю провалился. Преследователи возвращаются в село за добычей... Фильм создан при консультации историка Дмитрия Яворницкого, предоставившего в распоряжение съёмочной группы образцы старинной одежды, оружия и утвари. Фильм о героическом прошлом Запорожской Сечи («Историческая быль из украинской жизни XVII века») — боевые подвиги запорожских казаков кошевого Ивана Сирко; снят при участии потомков запорожских сечевиков на исторических местах бывшей Сечи.— В. Вишневский «Художественные фильмы дореволюционной России» — М., 1945, стр. 14 Известная кинематографическая фирма братьев Пате хочет выпустить картину „Нападение татар на Запорожскую Сечь“. Чтобы эта картина имела настоящий вид, фирма хочет устроить показательный бой на берегу Днепра, на месте бывшей Сечи. С этой целью агенты фирмы исследовали Днепр на всем протяжении между Александровском и Екатеринославом и остановились на Лоцманской Каменке, как наиболее подходящем месте. На берегу Днепра на скорую руку строятся курень, хаты и тому подобное. Почти половина крестьян села приглашены для участия „в бою“. Для всех, принявших участие „в бою“, фирма сшила соответствующие костюмы. Бой этот должен был состояться 14 сентября.— Киевский еженедельник «Засив» ... вновь оборудованная фабрика кинематографических картин «Родина» (Д. Сахненко и Ко), дебютировала, как и полагается в то время каждому делу, историческим фильмом - «Запорожская сечь»...— Б. Лихачёв «Кино в России» - Л., 1927, стр. 85-86 |                            |                                                  |                                                                                                 |                                             | | |
| |                            |                                                  |                                                                                                 |                                             | | |
| «Змея подколодная» |                            | кинодекламация                                   | Бр. Пате [контора А. Г. Каратуманова]                                                           | Дмитрий Байда-Суховий                       | | стихотворение И. С. Никитина                                                                                 |
| Из жизни бурлаков. |                            |                                                  |                                                                                                 |                                             | | |
| |                            |                                                  |                                                                                                 |                                             | | |
| «Иван Разбойник» | 250 метров                 | драма                                            | т/д «Продафильм»                                                                                | А. Алексеев                                 | Г. Глебов-Котельников (Иван разбойник), Ю. Селиверстова, А. Дилин, А. Бурьянов, Л. Красовский | |
| Драма из старинной русской жизни по народным преданиям. |                            |                                                  |                                                                                                 |                                             | | |
| |                            |                                                  |                                                                                                 |                                             | | |
| «Игнат Подкова» («Приключения запорожцы Ивана Подковы») | 380 метров                 | «сильная» драма                                  | т/д «Продафильм»                                                                                | А. Алексеев (?)                             | Г. Глебов-Котельников (Игнат Подкова) | - |
| Драма из эпохи казацко-шляхетской борьбы. Известный бульварный писатель Брешко-Брешковский попробовал написать сценарий для кино (по заказу Продафильма), и вскоре на экране появился "Игнат Подкова". На просмотре раздавались аплодисменты и крики "Браво!", а "Биржевые ведомости" торжественно преподнесли Брешко-Брешковскому титул "первого русского кинодраматурга" <...> Но эта первая картина, поставленная не по литературному произведению, а по специально написанному сценарию, успеха не имела и вскоре совсем исчезла с экрана.— Б. Лихачёв «Кино в России» - Л., 1927, стр. 87-88 |                            |                                                  |                                                                                                 |                                             | | |
| |                            |                                                  |                                                                                                 |                                             | | |
| «Измена» |                            | драма                                            | т/д «Тиман и Рейнгардт»                                                                         | Джованни Витротти                           | | пьеса Ю. Сумбатова-Южакина                                                                                   |
| |                            |                                                  |                                                                                                 |                                             | | |
| «История греха» («Dzieje grzechu»?) | 3 части, 1300 метров       | драма                                            | контора С. Минтуса                                                                              | Антони Филип Беднарчик                      | М. Мирская (Эва Побратынская), Г. Роланд (Лука Неполомский), В. Войдамож (отец Эвы), А. Богуславская (мать), С. Кнаке-Завадский (Похронь, бандит), К. Зернзрчик (Плаза, бандит), Б. Брыджзсенй (граф Щербиц), И. Мокульский (Бодзанто), Ролянд (Марта, его дочь), К. Карлинский (Левицкий), Рожанский (докгор), И. Януш (Грживач), М. Ушинский (Батасинский), М. Татаркевич (Файгас), Г. Ковальский (провозящий), А. Гильская (номерная), А. Ушинская (девчонка), М. Герц (служанка) | Роман Стефана Жеромского «История греха»                                                                     |
| Картина поставлена и снята в Варшаве Фильм состоит из хаотического нагромождения сцен, лишённых логической связи и бесконечно наивных.— газета «Курьер Варшавский» |                            |                                                  |                                                                                                 |                                             | | |
| |                            |                                                  |                                                                                                 |                                             | | |
| «Кавказский пленник» («Русский офицер в плену на Кавказе») | 385 метров                 | драма                                            | т/д «Тиман и Рейнгардт»                                                                         | Джованни Витротти                           | Михаил Тамаров (офицер-пленник) | одноимённая поэма Пушкина                                                                                    |
| Фильм был снят летом 1910 года в кавказской экспедиции, организованной «Тиманом и Рейнгардтом». |                            |                                                  |                                                                                                 |                                             | | |
| |                            |                                                  |                                                                                                 |                                             | | |
| «Катерина» | 335 метров                 | драматические сцены                              | Бр. Пате (Моск. отд.)                                                                           | Кай Ганзен (Чеслав Сабинский?)              | Е. Смирнова (Катерина) | Одноимённая поэма Т. Шевченко                                                                                |
| ... режиссёр стремится реалистически воссоздать события и историческую обстановку...— А. Шимон «Страницы биографии украинского кино» - Киев, 1974, стр. 10 |                            |                                                  |                                                                                                 |                                             | | |
| |                            |                                                  |                                                                                                 |                                             | | |
| «Каширская старина» | 2 части, 855 метров        | драма                                            | т/д «Тиман и Рейнгардт»                                                                         | Владимир Кривцов                            | Владимир Максимов (Саввушка), Владимир Шатерников (Бородавка), Екатерина Рощина-Инсарова (Марица), Александр Бестужев (Василий), В. И. Кванин (Парфёна), О. Н. Петрова (Глаша), А. Надеждин-Гриль (Живуля), Корсак (Перепелиха) | одноимённая пьеса Д. Аверкиева                                                                               |
| ... первое место (по художественности) безусловно принадлежит «Золотой серии» Тимана и Рейнградта <...> когда <...> появляется <...> «Каширская старина» <...>, она производит буквально фурор. Величина картины, постановка, съёмки, постановка кадров, монтаж, всё это по тому времени являлось идеальным. Главное же было в совершенно необычном актёрском составе. Афиша пестрела хорошо знакомыми именами <...> и вся Москва ломилась в кино, чтобы увидеть на экране своих кумиров. «Каширской» Тиман и Рейнгардт завоевали себе сразу первое место на русском рынке, и этот фильм долго держался на экране и был гвоздём во всех кинотеатрах.— Б. Лихачёв «Кино в России» - Л., 1927, стр. 84-85 |                            |                                                  |                                                                                                 |                                             | | |
| |                            |                                                  |                                                                                                 |                                             | | |
| «Князь Серебряный и пленница Варвара» | 320 метров                 | историческая драма                               | т/д «Продафильм»                                                                                | А. Алексеев                                 | Глебов-Котельников (Серебряный), Сокольская (боярышня), Бурьянов (старик Колонтай), Чарский (молодой Колонтай), Богданов (Жегета), Тимарова (нянька и старая цыганка) | одноимённый роман А. Марлинского                                                                             |
| [Картина] появилась немного позже "Каширской старины", и "Продафильм" решил употребить тот же приём, что и Тиман и Рейнгардт, т. е. собрать на афишу возможно большее количество имён. Но так как дирекция Императорских театров категорически запретила своим актёрам сниматься в кино, пришлось удовольствоваться актёрами Народного дома <...> В результате с "Каширской стариной" лента соперничать не могла, но зато в смысле исторической точности является одним из лучших фильмов, виденных нами до сих пор.— Б. Лихачёв «Кино в России» - Л., 1927, стр. 87 |                            |                                                  |                                                                                                 |                                             | | |
| |                            |                                                  |                                                                                                 |                                             | | |
| «Крейцерова соната» | 570 метров                 | драма                                            | т/д А. Ханжонков по заказу т-ва «Глобус»                                                        | Пётр Чардынин                               | Пётр Чардынин (Познышев), Иван Мозжухин (скрипач Трухачевский), Любовь Варягина (жена Познышева) | повесть Л. Н. Толстого «Крейцерова соната»                                                                   |
| Срежи картин 1911 года особое место занимает <...> «Крейцерова соната» <...>. Её выделяют метраж, применение фундуса, также выделяется она тем, что была поставлена по заказу фирмы «Глобус», следовательно, коллектив Чардынина в это время уже мог гарантировать качество своей работы.— В. Короткий «Операторы и режиссёры русского игрового кино» - М., 2002, стр. 402 Для "Крейцеровой сонаты" <...> построил довольно приличные декорации, с настоящими окнами и дверями, и хорошо обставил их привезённой из Москвы мебелью, роялью и коврами. Эта обстановка выгодно отличалась от прежних декораций, нарисованных на холсте, и настроение становилось лучше, верилось в успех картины.— Л. Форестье «Воспоминания кинооператора» - М., 1946, стр. 54 Я интересовался всеми вопросами производства, и, чем больше знакомился с положением дел в современном кинематографе, тем больше поражался несоответствия между актёрской игрой и оформлением фильмов. Актёры стремились к реалистическому исполнению ролей, но всё убивалось декорациями. И чем реалистичнее была игра, тем поразительнее был контраст между актёрами и обстановкой, окружавшей их. Трудности оформления фильмов были мне известны, и, размышляя о возможностях их преодоления, я наткнулся на мысль использовать для декорации щиты, или, как их теперь принято называть, фундус. Немного потребовалось времени, чтобы убедиться в правильности и большой коммерческой выгоде, которую должна была дать эта моя мысль предпринимателя. <...> Мои щиты нашли прекрасное применение для студии. Рабочие, делавшие их под моим наблюдением, затем переманивались как специалисты другими предпринимателями. Скоро моё изобретение стало широко известно всем русским кинематографистам. Было это в начале 1910 года.— Б. Михин «Отрывки из прошлого» - М., 1946 Кинодебют А. Мозжухина. |                            |                                                  |                                                                                                 |                                             | | |
| |                            |                                                  |                                                                                                 |                                             | | |
| «Кто он?» | 60 метров                  | комедия (киностихотворение)                      | т/д «Продафильм»                                                                                | Алексей Алексеев-Яковлев                    | Угрюмов (Пётр I) | одноимённое стихотворение Н. Плещеева                                                                        |
| «Историческое предание» о встрече Петра I со старым рыбаком, которому преобразователь России починил лодку, пробитую во время битвы. Из других попыток создать исторический фильм можно упомянуть об опыте Продафильма инсценировать пустячный анекдот о Петре Великом «Кто он?»— Б. Лихачёв «Кино в России» - Л., 1927, стр. 87 |                            |                                                  |                                                                                                 |                                             | | |
| |                            |                                                  |                                                                                                 |                                             | | |
| «Кума-Хвеська» |                            | водевиль                                         |                                                                                                 | Дмитрий Байда-Суховий                       | Ф. Маслов, Трофим Поддубный | |
| Согласно В. Миславскому, Байда-Суховий поставил два фильма с таким названием (первый — в 1910). |                            |                                                  |                                                                                                 |                                             | | |
| |                            |                                                  |                                                                                                 |                                             | | |
| «Куммирашник або сатана в бочци» | 135 метров                 | водевиль                                         | т/д Харитонова                                                                                  | Александр Алексеенко                        | | |
| Киноводевили А. Алексеева являлись зафиксированными на плёнке фрагментами театральных спектаклей <...> использовались театральные декорации и костюмы.— В. Миславский «Кино на Украине» - Харьков, 2005, стр. 97 |                            |                                                  |                                                                                                 |                                             | | |
| |                            |                                                  |                                                                                                 |                                             | | |
| «Лихач-кудрявич» | 675 метров                 | драма                                            | т/д Р. Перский                                                                                  | Владимир Кузнецов, Борис Чайковский         | Владимир Кузнецов (Алексей, лихач-кудрявич), Е. Бураковская (Вольская), Е. Брошель (барон Розен), Е. Павлова (Маруся) | одноимённое стихотворение Н. Некрасова                                                                       |
| Осенью 1911 <...> ко мне заезжает Кузнецов и предлагает написать несколько кинематографических пьес на сюжеты русских народных песен <...> Он знал, что я немного "строчу", и поэтому вспомнил обо мне <...> Некто г. Перский <...> познакомившись с ним, предложил ему совместно поставить несколько русских картин <...> Я <...> обработал для экрана несколько русских песен <...> мои пьесы понравились <...> на днях г. Перский назначает съёмку <...> Кузнецова он пригласил в качестве компаньона и режиссёра, как человека, знающего сцену и имеющего обширный круг знакомств среди актёров <...> Ставить решили мою пьесу по стихотворению Некрасова "Песнь Лихача Кудрявича". Лихача играл сам Кузнецов <...> Актёры знали только, что съёмка будет происходить целый день и постараются снять как можно больше, а что именно снять, какие сцены и как их будут снимать, это уже зависело от местности <...> от фантазии и внезапного творчества режиссёра, а больше всего от приказаний самого г. Перского. Из "Лихача Кудрявича" половину драмы, разыгравшейся в деревне, сняли в один день. И постарался в этих сценах дать полную жизнь русской деревни <...> Съёмки шли без всякой почти системы, но зато всё, что было характерно и подходяще, попадало немедленно на экран.— Б. Чайковский «Записки кинорежиссёра» - М., 1918, стр. 2 |                            |                                                  |                                                                                                 |                                             | | |
| |                            |                                                  |                                                                                                 |                                             | | |
| «Ломоносов» («Жизнь Ломоносова») | 450 метров                 | историческая драма                               | Бр. Пате (Моск. отд.)                                                                           | Кай Ганзен                                  | Николай Васильев (Ломоносов) | |
| Киноинсценировка эпизодов биографии Ломоносова к 200-летию со дня рождения. |                            |                                                  |                                                                                                 |                                             | | |
| |                            |                                                  |                                                                                                 |                                             | | |
| «Малюта Скуратов» | 395 метров                 | историческая драма                               | Бр. Пате (Моск. отд.) и т/д Харитонова (Перского?)                                              | Кай Ганзен                                  | | |
| |                            |                                                  |                                                                                                 |                                             | | |
| «Мартын с балалайкой» («Волшебная балалайка») | 127 метров                 | комедия-сказка                                   | т-во «Варяг»                                                                                    | Михаил Новиков                              | | |
| Сказка о бедняке, обладателе волшебной балалайки, заставляющей всех плясать. |                            |                                                  |                                                                                                 |                                             | | |
| |                            |                                                  |                                                                                                 |                                             | | |
| «Маты-наймичка» | 365 метров                 | драма                                            | контора И. Спектора «Художество»                                                                | Николай Садовский                           | Николай Садовский (Цокуля), Л. Линицкая (Харитина), С. Паначевский (дед-мирошник), О. Полянская (Малашка), И. Марьяненко (Панас, парубок), Л. Хуторская (Маруся), М. Петлященко (гусар Пилип), И. Ковалевский (адвокат), Г. Березовский (шинкарь Борух), П. Колесниченко (Руха, его жена) | одноимённая поэма Т. Шевченко.                                                                               |
| Перенесённый на экран театральный спектакль труппы М. Садовского, поставленный по инсценировке одноимённой пожмы Т. Г. Шевченко. |                            |                                                  |                                                                                                 |                                             | | |
| |                            |                                                  |                                                                                                 |                                             | | |
| «Мёртвые души» («Похождения Чичикова») | 1 часть                    | кинодекламация                                   | т/д Ханжонкова                                                                                  |                                             | группа декламаторов под руководством Я. Брониславского | одноимённая поэма Гоголя (6 сцен)                                                                            |
| |                            |                                                  |                                                                                                 |                                             | | |
| «Митюха женится» | 250 метров                 | комедия                                          |                                                                                                 |                                             | Николай Ниров (Митюха) | |
| |                            |                                                  |                                                                                                 |                                             | | |
| «Муж в мешке» | 250 метров                 | комедия                                          | т/д «Продафильм»                                                                                | Алексей Алексеев-Яковлев                    | А. Соколовская (молодая жена), А. Дилин (муж), Гусева (бабка), А. Чарский (Гаврюшка), А. Ленский (Васютка), Соколов (скоморох) | |
| «Веселый сказ из русской жизни» — комедия на сюжет из русских старинных сказов о старом муже и молодой жене. Фильм «не имел ни художественного, ни материального успеха». |                            |                                                  |                                                                                                 |                                             | | |
| |                            |                                                  |                                                                                                 |                                             | | |
| «На берегу пустынных волн» | 150 метров                 | «кинопьеса»                                      | т/д «Продафильм»                                                                                | Алексей Алексеев-Яковлев                    | Угрюмов (Пётр I) | |
| Своеобразный игровой «культурфильм» о строительстве Петербурга и великих исторических памятниках северной русской столицы. Сюжетно оформлен как мечты основателя Петербурга Петра Великого, стоящего «на берегу пустынных волн»; надписи заимствованы из вступления к поэме А. С. Пушкина «Полтава».— В. Вишневский «Художественные фильмы дореволюционной России» — М., 1945, стр. 16 Съёмки исторических местностей Петербурга, сюжетно оформленные как "Мечты основателя Петербурга" Петра Великого <...> фильм рассказывает о возникновении и росте Петербурга.— В. Вишневский «Документальные фильмы дореволюционной России» - М., 1996, стр. 107 |                            |                                                  |                                                                                                 |                                             | | |
| |                            |                                                  |                                                                                                 |                                             | | |
| «На чужой каравай рта не разевай» | 130 метров                 | комедия                                          | кинофабрика «Русь» (выпуск Бр. Пате)                                                            | В. Сашин                                    | В. Сашин | |
| |                            |                                                  |                                                                                                 |                                             | | |
| «Накануне манифеста 19 февраля» («Освобождение крестьян», «В дни крепостного права») | 241 метр                   | драма                                            | т/д Ханжонкова                                                                                  | Пётр Чардынин                               | Павел Бирюков (помещик) | |
| ... каждая фирма, узнав, что конкурент снимает какую-нибудь картину, считала своим долгом снято тот же сюжет, и выпустить его на рынок раньше конкурента. Кроме художественного фильма, такое же соревнование было и в области хроники, с той лишь разницей, что здесь старались затмить друг друга количеством метров. Так, например, когда Пате выпустил к 50-летию освобождения крестьян фильм «Осени себя крёстным знаменем, православный народ» (105 м.), Ханжонков немедленно снял «Накануне манифеста» (241 м.), причём обе картины делались по одному сценарию. Впрочем, в данном случае, оба фильма постигла совершенно непредвиденная судьба: за два дня до празднеств все картины, относящиеся к освобождению крестьян, были конфискованы.— Б. Лихачёв «Кино в России» - Л., 1927, стр. 82-83 В связи с 50-летним юбилеем освобождения крестьян, за три дня до него (16 февраля), ночью, была получена телеграмма из Петербурга о запрещении демонстрации по всей России картин, имеющих отношение к этому историческому событию. А к этому событию имели прямое и непосредственное отношение как юбилейная картина нашей фирмы под названием «Накануне манифеста», 300 метров, так и картина «бр. Пате» под названием «Осени себя крёстным знаменем, русский народ» (165 м). Обе эти картины, после ходатайства с нашей стороны, были своевременно разрешены к выпуску. Выпуск этих картин вызвал опять острое соревнование между фирмами «бр. Пате» и «Ханжонкова», причём фирма «Пате», чтобы достичь большего тиража своего короткометражного произведения, выпустила его в продажу по небывало дешёвой цене - 35 к. за метр.— А. Ханжонков «Первые годы русской кинематографии» - М., 1937, стр. 46 |                            |                                                  |                                                                                                 |                                             | | |
| |                            |                                                  |                                                                                                 |                                             | | |
| «Наталка-Полтавка» | 3 части, 275 метров        | комедия                                          | контора И. Спектора «Художество»                                                                | Николай Садовский                           | Мария Заньковецкая (Наталка), Анна Борисоглебская (Терпилиха), Николай Садовский (Выборной), Фёдор Левицкий (возной), Иван Марьяненко (Николай), Семён Бутовский (Пётр) | одноимённая оперетка И. П. Котляровского                                                                     |
| До 30-х гг. фильм демонстрировался в качестве «звуковой» музыкальной оперетки. «Театр Николая Садовского был на гастролях в Екатеринославе и Даниил Сахненко снял на киноплёнку представление „Наталка Полтавка“, которое давалось в городском парке. Анна Борисоглибская в образе Терпилихи создала обобщенный тип бедной украинской женщины, вынужденной жертвовать чувствами дочери во имя материального достатка. Как указывала критика, настоящими творческими открытиями была обозначена игра Садовского в роли Выборного. Он же одновременно был режиссёром фильма-спектакля. Возного играл Федор Левицкий, Николая — Иван Марьяненко, а Петра — Семен Бутовский.» |                            |                                                  |                                                                                                 |                                             | | |
| |                            |                                                  |                                                                                                 |                                             | | |
| «Невеста огня» |                            |                                                  |                                                                                                 | Андре Метр (?)                              | Софья Гославская, Николай Ларин | |
| Вариант одноимённого фильма 1913 года. |                            |                                                  |                                                                                                 |                                             | | |
| |                            |                                                  |                                                                                                 |                                             | | |
| «Несчастливе кохання» |                            |                                                  |                                                                                                 |                                             | | |
| |                            |                                                  |                                                                                                 |                                             | | |
| «Огородник лихой» («Не гулял с кистенем я в дремучем лесу») | 650 метров                 | драма                                            | т/д Р. Перский                                                                                  | Николай Кузнецов, Р. Перский                | Б. Крамер (Василий, огородник), Репнин (помещик), Ю. Сильверстова (Нина, его дочь), Чертов (Андрей, студент) | одноимённое стихотворение Некрасова                                                                          |
| |                            |                                                  |                                                                                                 |                                             | | |
| «Осени себя крёстным знаменем, православный русский народ» («К освобождению крестьян от крепостной зависимости») | 105 метров                 | драма                                            | Бр. Пате (Моск. отд.)                                                                           | Владимир Карин-Якубович (Андре Метр?)       | Николай Салтыков (помещик) | |
| Демонстрация фильма разрешена в очень немногих городах. В 1911 году к годовщине «освобождения» крестьян от крепостной зависимости были выпущены два фильма: Ханжонковым («Накануне манифеста 19 февраля») и Патэ («Осени себя крестным знамением, православный русский народ»). Любопытно, что, несмотря на явно реакционную направленность обоих фильмов, они не были разрешены к демонстрации. Царское правительство боялось какого бы то ни было упоминания о крестьянском вопросе.— Ж. Садуль «Всеобщая история кино», т.2 - М., 1958, стр. 299 В начале 1911 имя [Андре] Мэтра неожиданно исчезает из фильмографий. Можно предположить причину, по которой он был спешко отозван из Москвы. В 1910 в «Сине-Фоно» появилась статья М. Алейникова, предсказывавшая, что в предстоявшем сезоне в связи с 50-летием освобождения крестьян особым спросом будут пользоваться деревенские сюжеты: «Напишите бытовую драму или воспользуйтесь уже имеющимся в литературе материалом и покажите русского крестьянина до и после реформенного времени» (С[ине-]Ф[оно]. 1910. № 23. [стр.]8). Видимо, Мэтр недооценил политическую подоплёку таких призывов, приняв их за достоверный коммерческий прогноз. Московское отделение «Пате» ухватилось за новую тематику, считая её выигрышной и для французского проката. Приступая к съёмкам, Мэтр обратился за помощью к русским актёрам «Пате»: «Делать такие фильмы трудно, очень трудно. Я не знаю, что такое русская деревня, никогда там не был, я никогда не видел этих крестьян. Кто они? Как живут?» (С. Гославская [«Записки киноактрисы» - М.], 1974. [стр.]86). Надо заметить, что за эту сторону дела Мэтр тревожился напрасно: русские фильмы «Пате» пользовались успехом в России именно благодаря их подчёркнутому этнографизму, будь то славянской язычество «Мары» или еврейские обряды в знаменитой картине «Л'Хаим», а соответствие экранной этнографии подлинным реалиям быта в ожидание киноаудитории не входило никогда. Мэтра подвело другое - не столько незнание русской жизни, сколько непонимание условий российского кинопроката. С приближением юбилея крестьянской реформы цензура стала повсеместно запрещать фильмы на деревенскую тему. Теперь уже «Сине-Фоно» оставалось меланхолически подсчитывать: «На запрете картин, приготовленных к празднованию 50-летия освобождения крестьян, убытки "Пате" исчисляются приблизительно 15 тысячью рублей» (СФ. 1911. № 11. [стр.] 6). Похоже, этот просчёт стоил Мэтру места в московском отделении «Пате». Во всяком случае, с февраля 1911 постановками фирмы в России руководил Кай Ганзен.— Ю. Цивьян «Каталог сохранившихся игровых фильмов России» - М., 2002, стр. 513-514 |                            |                                                  |                                                                                                 |                                             | | |
| |                            |                                                  |                                                                                                 |                                             | | |
| «Паночка-штукатурочка» |                            |                                                  |                                                                                                 |                                             | | |
| |                            |                                                  |                                                                                                 |                                             | | |
| «Пара гнедых» |                            |                                                  | контора А. Каратуманова                                                                         | Аким Каратуманов (?)                        | Аким Каратуманов (?) | одноимённый романс                                                                                           |
| Б. Лихачёв пишет: «Вновь учреждённая прокатная контора А. Г. Каратуманова анонсирует инсценировки романсов „Чайка“ и „Пара гнедых“, но о появлении их на экране ничего не известно», однако многие источники указывают на эти фильмы как на завершённые. Согласно В. М. Короткому, Каратуманов мог принимать участие в этих фильмах как актёр и режиссёр. |                            |                                                  |                                                                                                 |                                             | | |
| |                            |                                                  |                                                                                                 |                                             | | |
| «Первый винокур» | 321 метр                   | народная комедия                                 | т/д «Глория»                                                                                    | Владимир Кривцов; пом. реж. Яков Протазанов | Н. Веков (чертёнок) | пьеса Л. Н. Толстого «Первый винокур, или как чертёнок краюшку заслужил»                                     |
| |                            |                                                  |                                                                                                 |                                             | | |
| «Песнь о вещем Олеге» | 130 метров                 | драма                                            | т/д «Продафильм»                                                                                | Алексей Алексеев                            | артисты Петербургского народного дома | одноимённая баллада А. С. Пушкина                                                                            |
| |                            |                                                  |                                                                                                 |                                             | | |
| «Песнь о вещем Олеге» | 285 метров                 | драма                                            | т/д «Тиман и Рейнгардт»                                                                         | Яков Протазанов                             | С. Таранов (Олег), Яков Протазанов (кудесник), Николай Салтыков | одноимённая баллада А. С. Пушкина                                                                            |
| О фильме имеются только хвалебные рецензии <...> Фотография не оставляет желать лучшего, а несколько сцен прямо-таки неподражаемы, так, например, сцена смерти Олега, снятая против солнца, удивляет глубиной рельефа фигур, а самый пейзаж - поэтической дымкой залитых светом берёзок. <...> Какой-то особенно присущей пушкинскому стиху тональностью вся выдержана "Песнь о вещем Олеге". В работе чувствуется большой вкус и заметно прогрессирующее любовное отношение к русской истории <...> Костюмы в группах соответствуют изображаемой эпохе, и особенно обращает на себя внимание одежда Олега - по Васнецову. В некоторых местах песни очень много мелочей, к которым отнеслись с большим пониманием, и не забыли <...> если бы режиссура не просмотрела бой с хазарами, который положительно необходим здесь для оправдания жизни и деятельности Олега, картина была бы идеальной.— В. Вишневский «А. С. Пушкин и его творчество на экране» - М., 1937, стр. 187-188 |                            |                                                  |                                                                                                 |                                             | | |
| |                            |                                                  |                                                                                                 |                                             | | |
| «Песня каторжанина» | 380 метров                 | «захватывающая драма из русского народного быта» | т/д «Тиман и Рейнгардт»                                                                         | Яков Протазанов                             | Николай Салтыков (Илья), Владимир Шатерников, Мария Королёва | Экранизация песни «Бывали дни весёлые» (одноимённая баллада Пушкина)                                         |
| Первая большая работа Протазанова. Картина была продана в количестве 65 экземпляров. Сам Протазанов называл этот фильм своим режиссёрским дебютом. ... первое место (по художественности) безусловно принадлежит "Золотой Серии" Тимана и Рейнгардта: "Песня каторжанина" <...> и "Рогнеда" <...> оказываются просто хорошими во всех отношениях картинами...— Б. Лихачёв «Кино в России» - Л., 1927, стр. 84-85 Николай Салтыков был очень трудным человеком. Характер его отличался крайним непостоянством <...> Большие надежды возлагались на него после выхода в свет "Песни каторжанина" <...> Но из-за какого-то пустяка Салтыков рассорился с Протазановым.— А. Бек-Назаров «Записки актёра и кинорежиссёра» - М., 1965, стр. 80 Фрагмент фильма сохранился в ГФФ. |                            |                                                  |                                                                                                 |                                             | | |
| |                            |                                                  |                                                                                                 |                                             | | |
| «По старой калужской дороге» | 85 метров                  | русская народная драма                           | т/д «Продафильм»                                                                                | Алексей Алексеев                            | А. Бурьянов (разбойник), Г. Глебов-Котельников (дьявол), Сольская (молодая баба), Хохлов (купец) | русская народная песня                                                                                       |
| |                            |                                                  |                                                                                                 |                                             | | |
| «Под властью луны» | 260 метров                 | драма                                            | т/д «Продафильм»                                                                                | Алексей Алексеев                            | | поэма Ю. Жулавского «Иола»                                                                                   |
| |                            |                                                  |                                                                                                 |                                             | | |
| «Полтава» | 130 метров                 | кинодекламация                                   | Бр. Пате (Моск. отд.)                                                                           |                                             | А. Верещагин, В. Глебова (декламаторы) | одноимённая поэма А. С. Пушкина                                                                              |
| |                            |                                                  |                                                                                                 |                                             | | |
| «Последние минуты Дмитрия Самозванца» |                            | кинодекламация                                   | т/д Ханжонкова                                                                                  |                                             | Пётр Чардынин | |
| |                            |                                                  |                                                                                                 |                                             | | |
| «Рогнеда» («Полоцкое разорение») | 430 метров                 | историческая драма                               | т/д «Тиман и Рейнгардт»                                                                         | Владимир Кривцов                            | Елена Уварова (Рогнеда), Воинов (Ярополк), В. Кванин (Владимир, его брат), Яков Протазанов (полоцкий князь Рогвольд, отец Рогнеды), Владимир Кривцов | пьеса А. Амфитеатрова «Половецкое разорение»                                                                 |
| История Рогнеды, дочери полоцкого князя, насильно взятой замуж киевским князем Владимиром и старавшейся отомстить мужу за убийство своего отца. Сценарий написал Амфитеатров по собственной пьесе. Лихачёв назвал фильм «просто хорошей во всех отношениях картиной». |                            |                                                  |                                                                                                 |                                             | | |
| |                            |                                                  |                                                                                                 |                                             | | |
| «Сватання на вечирныцях» | 120 метров                 | киноводевиль                                     | т/д Харитонова                                                                                  | Александр Алексеенко                        | Ф. Маслов | |
| |                            |                                                  |                                                                                                 |                                             | | |
| «Синяя птица» | 530 метров                 | сказка                                           | т/д «Продафильм»                                                                                | Алексей Алексеев                            | артисты Народного дома | одноимённая пьеса М. Метерлинка                                                                              |
| Фильм представлял адаптированные для кино сцены театральной постановки. |                            |                                                  |                                                                                                 |                                             | | |
| |                            |                                                  |                                                                                                 |                                             | | |
| «Скрипка» | 210 метров                 | драма                                            | Бр. Пате (Моск. отд.)                                                                           | Кай Ганзен [и Андре Метр?]                  | Николай Васильев (Борух Бархман, сапожник), Лидия Сычёва (Лия, его жена), Владимир Кванин (Станислав Калик, скрипач) | одноимённый рассказ В. Герцмана                                                                              |
| Герой картины, сапожник Борух, с трудом сводящий концы с концами, отказывается продать свою скрипку Страдивари заезжему скрипачу Калину, но дарит её Лие, дочери антиквара Наума, восхищённый игрой девочки. Наум за деньги отдаёт инструмент Калину, правда, только на один концерт.— В. Миславский «Еврейская тема в кинематографе» - Харьков, 2013, стр. 58 |                            |                                                  |                                                                                                 |                                             | | |
| |                            |                                                  |                                                                                                 |                                             | | |
| «Солоха» («Ночь под Рождество») | 1 часть                    | кинодекламация                                   | Бр. Пате (Моск. отд.)                                                                           |                                             | А. Карпинский (декламатор) | повесть Н. В Гоголя «Ночь перед Рождеством»                                                                  |
| «Невероятно комические приключения с пением и плясками». |                            |                                                  |                                                                                                 |                                             | | |
| |                            |                                                  |                                                                                                 |                                             | | |
| «Сон в летнюю ночь» («Митюха в Белокаменной») | 180 метров                 | комедия                                          | Бр. Пате (Моск. отд.)                                                                           | Кай Ганзен                                  | Николай Ниров (Митюха) | - |
| Картины Пате не выходили за пределы обычного своего уровня и особенного успеха не имели, хотя и отличались более тщательной отделкой по сравнению с предыдущими фильмами той же фирмы. Заслуживают внимания только два фильма, представляющие попытку дать комедийную картину - «Роман с контрабасом» <...> и «Сон в летнюю ночь»…— Б. Лихачёв «Кино в России» - Л., 1927, стр. 85 В сезон 1911/12 Ганзен начал ставить короткометражные комедийные фильмы на современном материале о приключениях деревенского парня, впервые попавшего в город <...>. Первая картина этой серии - «Сон в летнюю ночь» (25.Х.1911). За ней последовали «На бедного Митюху все шишки валятся» (31.I) и «Митюхина голова ему покоя не даёт» (15.XII, обе 1912). С. Гинзбург пишет, что эти фильмы успехом не пользовались, и, по его мнению, заслуженно, хотя авторы в образе главного героя предприняли «попытку отразить какие-то национальные черты».— В. Короткий «Режиссёры и операторы русского игрового кино» - М., 2009, стр. 109-110 Позабавила москвичей серий картин о приключениях крестьянского парня Митюхи в Белокаменной. В своих блужданиях по Первопрестольной Митюха непрестанно попадал в различные комичные ситуации. Однажды на Тверской улице Митюху, едущего на буфере («колбасе») трамвая, заметил городовой. Не посвящённый в тайны съёмки, городовой свистел в свисток, яростно грозил кулаком и, видимо решив примерно наказать нарушителя порядка, бросился бегом за трамваем.— В. Михайлов «Рассказы о кинематографе старой Москвы» - М., 2002, стр. 216 |                            |                                                  |                                                                                                 |                                             | | |
| |                            |                                                  |                                                                                                 |                                             | | |
| «Сон помешавшегося преступника» |                            | кинодекламация                                   |                                                                                                 |                                             | Абрам Смоленский (декламатор) | |
| Сцены из жизни Нерчинской каторги. |                            |                                                  |                                                                                                 |                                             | | |
| |                            |                                                  |                                                                                                 |                                             | | |
| «Суд божий» |                            | драма                                            |                                                                                                 | Казимеж Каминский Станислав Кнаке-Завадзкий | Станислав Кнаке-Завадский (Самуил), Виталик Корсак-Гоголовский, Антони Филип Беднарчик | драма С. Выспянского «Судьи»                                                                                 |
| Показать обществу трагедию Евы Побратимской из "Судей" <...> было благородным намерением, но вместить многотомный психологический роман в рамки часового фильма значило неизбежно вульгализировать литературный первоисточник. <...> Участие театральных актёров <...> объясняет до некоторой степени особое пристрастие польской кинематографии к театральности.— Е. Тёплиц, «История киноискусства», т.1 - М., 1968, стр. 304-305 |                            |                                                  |                                                                                                 |                                             | | |
| |                            |                                                  |                                                                                                 |                                             | | |
| «Суженый» | 180 метров                 | комедия                                          | т/д «Продафильм»                                                                                | Алексей Алексеев-Яковлев                    | | |
| Экранизация народных сказаний о суженом женихе. |                            |                                                  |                                                                                                 |                                             | | |
| |                            |                                                  |                                                                                                 |                                             | | |
| «Сумасшедший от любви» |                            |                                                  |                                                                                                 |                                             | | стихотворение Апухтина «Сумасшедший»                                                                         |
| |                            |                                                  |                                                                                                 |                                             | | |
| «Сумасшедший философ» |                            |                                                  |                                                                                                 |                                             | | стихотворение Апухтина «Сумасшедший»                                                                         |
| |                            |                                                  |                                                                                                 |                                             | | |
| «Сын» |                            |                                                  |                                                                                                 |                                             | | |
| |                            |                                                  |                                                                                                 |                                             | | |
| «Три кохання в мишках» |                            |                                                  | контора А. Г. Каратуманова                                                                      | Дмитрий Байда-Суховий, Ф. Сердюк            | Ф. Сердюк | |
| |                            |                                                  |                                                                                                 |                                             | | |
| «Убийца из-за нужды» («Идиот») | 3 части, 900 метров        | драма                                            | т-во «Сила»                                                                                     | Абрам Каминский                             | Эстер-Рохл Каминская, Юмуш Адлер, Григорий Вайсман, Яков Либерт, Самуил Ландау, Мойжеш Шпиро | по одноимённой пьесе                                                                                         |
| Бедняк Трахтман убивает остановившегося у него на ночлег купца, чтобы заплатить за квартиру домовладельцу Штейнгерцу. Восьмилетний сын Трахтмана стал свидетелем этого убийства. Чтобы замять следу преступления, Трахтман спрятал сына в лесной пещере и подбросил окровавленный топор к дому Штейнгерца. Штейнгерца приговорили к 15-летней каторжной работе. Спустя 15 лет Трахтман пытается выдать свою дочь за ухаживающего за ней молодого адвоката, не подозревая, что он сын убитого им купца...— «Сине-Фоно», 1911, № 6, стр. 34 |                            |                                                  |                                                                                                 |                                             | | |
| |                            |                                                  |                                                                                                 |                                             | | |
| «Хирургия» |                            |                                                  |                                                                                                 |                                             | | |
| |                            |                                                  |                                                                                                 |                                             | | |
| «Царевна-лягушка» | 225 метров                 | сказка                                           | т/д «Продафильм»                                                                                | Алексей Алексеев-Яковлев                    | | народная сказка                                                                                              |
| |                            |                                                  |                                                                                                 |                                             | | |
| «Царская невеста» | 557 метров                 | драма                                            | т/д «Тиман и Рейнгардт»                                                                         | Владимир Кривцов                            | Яков Протазанов | пьеса Л. Мея «Псковитянка»                                                                                   |
| |                            |                                                  |                                                                                                 |                                             | | |
| «Чайка» |                            |                                                  | контора А. Каратуманова                                                                         | Аким Каратуманов (?)                        | Аким Каратуманов (?) | народная песня                                                                                               |
| Б. Лихачёв пишет: «Вновь учреждённая прокатная контора А. Г. Каратуманова анонсирует инсценировки романсов „Чайка“ и „Пара гнедых“, но о появлении их на экране ничего не известно», однако многие источники указывают на эти фильмы как на завершённые. Согласно В. М. Короткому, Каратуманов мог принимать участие в этих фильмах как актёр и режиссёр. |                            |                                                  |                                                                                                 |                                             | | |
| |                            |                                                  |                                                                                                 |                                             | | |
| «Чужая, или во власти любви» | 215 метров                 | драма                                            | Бр. Пате (Моск. отд.)                                                                           | Кай Ганзен                                  | Алексей Бестужев (Нелидов), Г. Павлова (его жена), С. Высоцкая (гувернантка) | |
| «Любовная драма с шаблонным сюжетом». |                            |                                                  |                                                                                                 |                                             | | |
| |                            |                                                  |                                                                                                 |                                             | | |
| «Шельменко-денщик» |                            | киноводевиль                                     | контора А. Каратуманова                                                                         | Дмитрий Байда-Суховий, Ф. Сердюк            | Ф. Сердюк (Шельменко), Аким Каратуманов | |
| |                            |                                                  |                                                                                                 |                                             | | |
| «Электрический телеграф» |                            | документальный с элементами мультипликации       |                                                                                                 | Владислав Старевич, Николай Баклин          | | - |
| ... возник способ анимационного (графического и объемного) моделирования объектов, прямое наблюдение за которыми затруднено или вообще невозможно. В русском кино этот способ был впервые применен Владиславом Старевичем и Николаем Баклиным в фильме «Электрический телеграф». В.К.Аркадьев предложил тему «Электрический телеграф» и сам написал план будущего фильма. Содержание его мыслилось так: некий человек сдает телеграмму. Телеграфист отправляет её по линии, и зритель видит иллюстрации физического процесса передачи телеграммы. Затем идет игровая концовка—телеграфист принимает телеграмму, пишет её на бланке и передает посыльному, который относит её на квартиру адресата. Учебную часть этого фильма решено было сделать средствами объемной и плоскостной мультипликации. Работа электрического телеграфа демонстрировалась на следующей модели. На обе ветви подковообразного магнита накладывалась «обмотка», сделанная из изогнутой спиралью стеклянной трубки, концы которой входили в условный источник тока. На одном конце стеклянной трубки делался разрыв, который смыкался посредством резиновой трубки. В трубку воздушным насосом нагнеталась кашицеобразная смесь черных и белых шариков. Когда концы разрыва соединялись резиновой трубкой, смесь передвигалась, «текла» по «обмотке» подковы. Когда концы размыкались, движение массы прекращалось. Над подковой прикреплялся висящий на пружине металлический брусочек-«якорь». При выключении тока от помещенной за фоном батареи электромагниты, замаскированные в конце подковы, притягивали якорь к подкове. На конце якоря укреплялась стеклянная трубочка, в которую наливались чернила. При опускании якоря под подкову трубочка касалась катушки с намотанной на неё широкой бумажной лентой и, в зависимости от длительности включения электрического тока от батареи, оставляла на бумаге след в виде черточки или точки. Продвижение ленты не было механизировано—её просто тянули за кадром рукой. Съемка начиналась тогда, когда разъемные концы трубки были разъединены. Сбоку в кадр входила рука, соединяла концы стеклянной трубки, и в трубке начиналось движение кашицы («электрического тока»). «Ток» обтекал и «намагничивал» бутафорскую подкову, электромагнит в подкове притягивал якорь, трубочка с чернилами касалась ленты и наносила на неё знаки азбуки Морзе. Таким образом, у зрителя создавалось представление о том, что сердце телеграфного аппарата—это электромагнит, который начинает действовать, как только по его обмоткам проходит ток. Мы предпочли показать движение тока с помощью специально приготовленной яркой кашицы, нежели с помощью стрелок, как это обычно делается до сих пор. Однако совсем отказаться от этого привычного символа нам не удалось. Надо было показать, как идет передача по проводам на расстояние. Чтобы сделать это, мы разделили по вертикали заключительный кадр технической части фильма на три части. Справа и слева в кадре изображался аппарат Морзе, слева отправляющий сигналы, справа—принимающий; в средней части кадра был помещен рисунок, изображающий пейзаж с телеграфными столбами и проводами. Рисованной мультипликацией мы тогда не владели и заменяли её покадровой съемкой стрелки, передвигающейся вдоль проводов и прикрепляемой к рисунку булавкой. Отпечатанный позитив этого кадра нас огорчил, так как продвижение стрелки вдоль проводов выглядело довольно комично. Однако фильм для своего времени оказался неплохим. Нас он, правда, не удовлетворил, но зато позволил нам понять свои ошибки. Во-первых, мы ясно поняли, что в такой фильм, являющийся по существу учебным, неуместно вводить, как сейчас говорят, игровые кадры. Во-вторых, мы решили отказаться от оператора—А.Г.Калашников, увлекавшийся фотографией, в совершенстве овладел съемочным аппаратом.— Николай Баклин «Воспоминания о дореволюционном периоде в кинематографии» |                            |                                                  |                                                                                                 |                                             | | |
| |                            |                                                  |                                                                                                 |                                             | | |
| «Эрлих подвёл» | 125 метров                 | комедия                                          | т/д «Продафильм»                                                                                | Николай Арбатов                             | | |
| Сцена разыграны на улицах Петербурга. |                            |                                                  |                                                                                                 |                                             | | |
| |                            |                                                  |                                                                                                 |                                             | | |
| «Эстерке Блехман» («Слепой еврей, скрипач») | 600 метров                 | драма[тический этюд] из еврейской жизни          | т/д Р. Перский                                                                                  | А. Иванов-Гай                               | | |
| Летом 1914 года власти запретили демонстрацию картины в Одессе. Главная героиня - красивая девушка, дочь старого скрипача. Соблазнённая молодым помещиком, она принимает христианство, чтобы выйти замуж за своего возлюбленного. Но он покидает её. С горя молодая женщина бросается в омут разгульной жизни. Однажды в ресторане Эстерке слышит прекрасную музыку. В музыканте-скрипаче она узнаёт своего отца и умирает у него на руках.— В. Миславский «Еврейская тема в кинематографе» - Харьков, 2013, стр. 59 |                            |                                                  |                                                                                                 |                                             | | |
| |                            |                                                  |                                                                                                 |                                             | | |
| «Як ковбаса та чарка, то минется и сварка» |                            |                                                  |                                                                                                 |                                             | А. Алексеенко, Ф. Маслов | |
| |                            |                                                  |                                                                                                 |                                             | | |